# Friedrich Wilhelm Rahe
Friedrich Wilhelm „Fieten“ Rahe (* 16. April 1888 in Rostock; † 18. Februar 1949 ebenda) war ein deutscher Tennis- und Hockeyspieler.

## Leben
Rahe wuchs in Rostock mit seiner Familie in der Kröpeliner Straße 37 auf. Sein Großvater Friedrich Rehmann war Gründer eines Großhandels von Lebensmitteln. Rehmann hatte drei Töchter, von denen die älteste, Emma, den Geschäftsmann Eduard Rahe heiratete und Friedrich Rahe als Kind bekamen.
Der Wohlstand der Familie ermöglichte es Rahe, sich auf angenehme Dinge zu konzentrieren. Er fuhr mit teuren Autos und begann Tennis zu spielen. Mit 15 Jahren spielte er das erste Mal bei den deutschen nationalen Meisterschaften. 1906 erreichte er bei den German Open Championships das Finale, welches er gegen Josiah Ritchie verlor. Auch 1909 und 1922 unterlag er jeweils erst im Finale in Hamburg, während er bei den nationalen Meisterschaften 1908 und 1911 triumphieren konnte. Im Doppel war er in Hamburg 1909, 1923, 1924 und 1926 Titelträger, die letzten drei Titel jeweils an der Seite von Béla von Kehrling. Rahe nahm an den Olympischen Spielen 1908 in London teil, sowohl im Tennis als auch im Hockey. In der Tenniskonkurrenz schied er jeweils im Einzel und im Doppel mit Oscar Kreuzer bereits in der ersten Runde aus. Beim Hockey unterlag er mit der deutschen Mannschaft in der Vorrunde Schottland mit 0:4. Im Spiel um Platz fünf erzielte er mit dem 1:0 für das Deutsche Reich das einzige Tor für die Mannschaft. Es war gleichzeitig das Endergebnis.
Mit Heinrich Kleinschroth erreichte Rahe 1913 bei den Wimbledon Championships das Finale im Herrendoppel. Dort unterlagen sie den britischen Titelverteidigern Herbert Roper Barrett und Charles Dixon mit 6:2, 6:4, 4:6, 6:2. Im Einzel kam er in Wimbledon 1909 bis ins Halbfinale, ehe er gegen Roper Barrett verlor. 1911 und 1912 kam er jeweils ins Einzel-Viertelfinale. In den Saisons 1913 und 1927 bestritt Rahe drei Begegnungen für die deutsche Davis-Cup-Mannschaft. Dabei gewann er zwei seiner drei Einzelpartien, während seine Bilanz im Doppel mit 1:1 ausgeglichen ist. Beide Doppelpartien bestritt er mit Heinrich Kleinschroth. 1913 erreichte Deutschland mit ihm das Halbfinale.
Während des 1. Weltkriegs gehörte Rahe zum Kaiserlichen Freiwilligen Automobil-Corps im Hauptquartier des Kronprinzen Wilhelm von Preußen. Leutnant Rahe wurde 1915 mit dem Eisernen Kreuz 1. Klasse ausgezeichnet. Im August 1915 heiratete er Erna Kribben, die Schwester des Tennisspielers Curt Kribben bei einer Doppelhochzeit – Kribben heiratete zeitgleich Mita Klima. Ab 1916 gehörte er einer Division an, die in Sofia stationiert war und bei der er bis zum Kriegsende blieb. Danach eröffnete er eine Kunstgalerie in Berlin. Er heiratete mit Liesel Witte, Tochter eines Chemiefabrikanten, ein zweites Mal. 1927 konnte Rahe erst wieder im Davis Cup antreten, da dann die Sperre der deutschen Spieler aufgehoben wurde.
Rahes letztes Turnier spielte er 1941 bei den German Senior Championships. Er starb 1949 und wurde in Rostock begraben. Das Unternehmen der Familie wurde durch die SED verstaatlicht.